# 謝敏榮
謝敏榮（Tse Man Wing，1983年1月5日—），生於香港，香港足球運動員，司職左後衛，曾效力香港甲組聯賽球會和富大埔。

## 球員生涯
謝敏榮生於香港，中學就讀賽馬會體藝中學，與前香港足球代表隊成員李志豪是同班同學，後來加入南華青年軍，獲教練顧錦輝提升他與梁子駿和郭建邦3個上一隊，由於南華在亞冠盃首回合已經在主場已以0–5大敗於日本球隊清水心跳，所以教練便決定給新人機會，於是從未於本地甲組賽事亮相、當年剛由預備組升上一隊的謝敏榮便在76分鐘入替司徒文俊登場，其後在2002年開始於本地甲組賽事上陣，他在2004年轉投流浪，並於10月2日對傑志的聯賽貢獻一球及三個助攻，協助球隊以4–2勝出，被視為個人代表作。
2005/06年度球季，謝敏榮重返母會南華，球隊護級失敗後雖然獲得香港足總挽留不用降班，但謝敏榮遭到球隊棄用，於2006年夏天轉投晨曦，直至2012年夏天加盟南區，期間左腳斷了十字韌帶，單是養傷便花了9個月，所以效力一季後便於2013年5月離隊加盟升班馬東方，於2014年12月11日對黃大仙的聯賽盃分組賽，在完場前4分鐘頂入一球，協助球隊以2–1擊敗對手。直到2016年5月，謝敏榮因左腳半月板受傷休息近半年，復出後，謝敏榮在2017年1月7日對港會的聯賽，取得個人季內首個入球，最終助東方龍獅以7–0擊敗對手。在2017年2月，謝敏榮事15年後再出戰亞冠盃分組賽，其中在主場對川崎前鋒時代替停賽的黃梓浩及對水原藍翼時亦串演防守中場，頂替因傷缺陣的迪高，但首次參賽的東方龍獅在亞冠盃分組賽最終以1和5負排小組最尾。
2018/19年度球季，謝敏榮加盟夢想FC。2019年7月11日，因班費問題，夢想宣佈自願降至港甲，並向足總提出相關申請。
隊中大量球員轉投其他港超球隊。球隊易名景峰參與甲組聯賽，而謝敏榮則繼續留效。

## 個人生活
謝敏榮為人搞笑又是球隊的開心果，小時便被媽媽形容是個牛王精，所以小時候隊友和教練便叫他「牛榮」，後來他又因貌似《少林足球》中打螳螂拳的演員被前隊友羅志焜與利偉倫戲稱「螳螂」的綽號，謝敏榮早年與拍拖多年的中學同學女朋友Lam Lam成家立室。

## 榮譽
晨曦
- 香港高級組銀牌冠軍（2011–12季度）

東方龍獅
- 香港足總盃冠軍（2013–14季度）
- 香港足總盃亞軍（2014–15季度）
- 香港高級組銀牌冠軍（2014–15、2015–16季度）
- 香港超級聯賽冠軍（2015–16季度）
- 香港高級組銀牌亞軍（2016–17、2017–18季度）
- 香港超級聯賽亞軍（2014–15、2016–17季度）